# Katzenwäsche
Als Katzenwäsche bezeichnet man umgangssprachlich eine schnelle, weniger gründliche und besonders wassersparende Körperpflege. Dabei wird die Duschzeit auf ein Minimum reduziert oder der Körper lediglich unter Verwendung einer Waschschüssel oder eines Waschbeckens und Seife oder Duschgels und eines oder mehrerer Waschlappen gereinigt. Die Katzenwäsche gilt insbesondere für weniger schwitzende Menschen als hautschonendere Variante gegenüber häufigem Duschen, da der PH-Wert besser erhalten bleibt und die Haut weniger schnell austrocknet.

## Begriffsherkunft

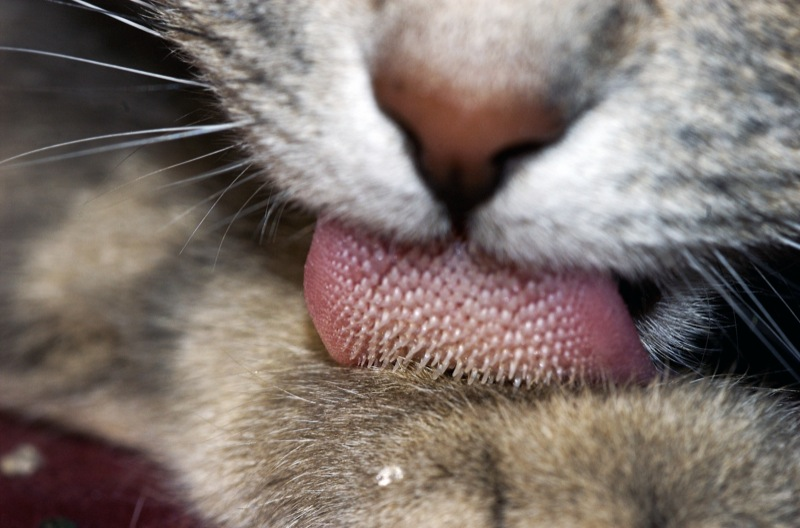
Katze bei der Reinigung ihres Fells

Der Ursprung dieser Redensart hängt damit zusammen, dass Hauskatzen in der Regel recht wasserscheu sind. Dies ist darauf zurückzuführen, dass die wild lebende Katzenart, die Falbkatze (Felis silvestris lybica), die als Urahn der Hauskatzen gilt, aus trockenen Gebieten Nordafrikas stammt und Wasser nicht gewohnt ist.
Allerdings spiegelt sich die heutige Verwendung der Redensart bei Hauskatzen nicht im Zeitaufwand für die Körperpflege wider. Hauskatzen wenden vergleichsweise viel Zeit für die Reinigung ihres Fells auf, im Durchschnitt sind es zwei bis drei Stunden täglich. Dabei reinigt die Katze ihr Fell mit der Zunge und Speichel, wobei die kleinen Noppen auf der Zunge unterstützend wirken. Zur Reinigung des Gesichts verwendet die Katze die Vorderpfoten, die zuvor abgeleckt werden.

## Vorgehen
Empfohlen wird eine Reinigung mit mehr als einem Waschlappen, beginnend im oberen Bereich des Körpers, zunächst im Gesicht, dann am Hals, in den Achseln, an der Brust, im Intimbereich und zuletzt an den Beinen und Füßen. Diese Reihenfolge dient dazu, die Verbreitung von Bakterien zu reduzieren. Verwendet wird lauwarmes Wasser, das in einer Waschschüssel oder einem Waschbecken mit verschlossenem Abfluss gesammelt und optional mit Seife oder Duschgel vermischt wird. Ein eingeseifter Körper wird in einem zweiten Durchlauf nochmals unter Verwendung eines Waschlappens mit frischem Wasser abgewaschen.

## Geschichte und Kultur

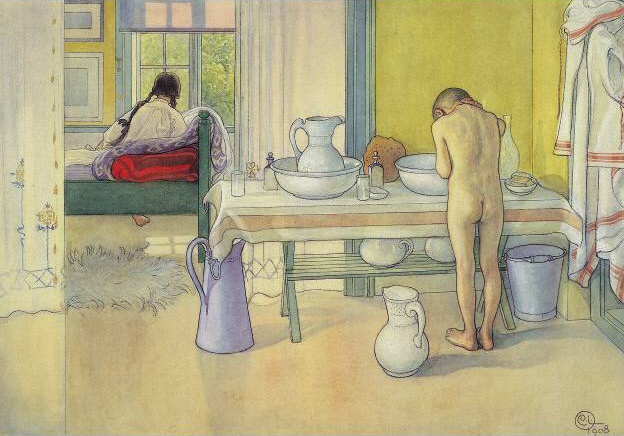
Körperreinigung mit Waschschüssel

Bedingt durch knappe Ressourcen, war die Katzenwäsche in der westlichen Zivilisation bis ins 20. Jahrhundert die häufigste Form der Körperreinigung.
In Kriegs- und Krisenzeiten wird sie als mögliche Maßnahme bei vorherrschender Energie- und Wasserknappheit betrachtet. So brachten beispielsweise der Baden-Württembergische Ministerpräsident Winfried Kretschmann und die Berliner Verkehrssenatorin Bettina Jarasch die Katzenwäsche nach dem russischen Überfall auf die Ukraine 2022 als Option für Energieeinsparung durch Privathaushalte in die Debatte in Deutschland ein.
Beim Camping gilt die Katzenwäsche als Option der Körperreinigung bei geringen Wassertransportmöglichkeiten, beispielsweise in Kanistern.
Astronautinnen und Astronauten wenden die Katzenwäsche auf Raumstationen an, auf denen aufgrund der vorhandenen Schwerelosigkeit keine Dusche vorhanden ist. Der dabei entstehende und nicht abfließende Wasserfilm wird anschließend in ein Handtuch aufgenommen.